# Liste von Kraftwerken in Afghanistan
Die Kraftwerke in Afghanistan werden sowohl auf einer Karte als auch in Tabellen (mit Kennzahlen) dargestellt. Die Liste ist nicht vollständig.

## Installierte Leistung und Jahreserzeugung
Im Jahre 2012 lag Afghanistan bzgl. der jährlichen Erzeugung mit 884,1 Mio. kWh an Stelle 153 und bzgl. der installierten Leistung mit 621 MW an Stelle 135 in der Welt.

## Kalorische Kraftwerke
| Name des Kraftwerks      | Inst. Leistung (MW) | Brennstoff    | Status     |
| ------------------------ | ------------------- | ------------- | ---------- |
| Kraftwerk Kabul-Nordwest | 42                  | Erdgas/Diesel | in Betrieb |
| Kraftwerk Tarakhil       |                     | Diesel        | unbenutzt  |

## Wasserkraftwerke
| Name des Kraftwerks | Inst. Leistung (MW) | Fluss    | Status                 |
| ------------------- | ------------------- | -------- | ---------------------- |
| Naghlu              | 100                 | Kabul    | in Betrieb             |
| Mahipar             | 66                  | Kabul    | in Betrieb             |
| Kajakai             | 52                  | Hilmend  | in Betrieb             |
| Salma               | 42                  | Hari Rud | in Betrieb (seit 2016) |